# Edizioni dalla parte delle bambine
Edizioni dalla parte delle bambine è stata una casa editrice italiana di albi illustrati per bambine e bambini attiva a Milano dal 1975 al 1982.

## Storia
Fondata a Milano del 1975 da Adela Turin , Nella Bosnia e Francesca Canterelli, già attive professionalmente nel settore dei libri per l'infanzia rispettivamente come scrittrice, illustratrice e grafica, con l'obiettivo di pubblicare libri femministi per bambine e bambini, scommettendo sul cambiamento culturale in atto. Il nome della casa editrice si ispira al titolo del saggio del 1973 Dalla parte delle bambine di Elena Gianini Belotti,  che ne autorizza l'uso.
Nel novembre 1975, escono i primi due libri: Rosaconfetto e Una fortunata catastrofe, in coedizione con la casa editrice francese Des Femmes fondata da Antoinette Fouque, che apre in Francia la collana Du côté des petites filles. Dal 1976 i testi vengono tradotti anche in spagnolo dalla casa editrice Lumen, diretta dalla scrittrice catalana Esther Tusquets.
Fu subito un grande successo editoriale e molti dei titoli sono stati poi pubblicati oltre che in francese e spagnolo anche in altre lingue (inglese, tedesco, svedese, norvegese e danese).
I temi trattati nelle favole sono il condizionamento delle bambine come oggetto sessuale, la divisione sessuale dei ruoli in famiglia e nel lavoro, il divorzio, l’amicizia tra donne. Alcuni titoli rivisitano il mito e le fiabe tradizionali. Altri, rivolti alle adolescenti, affrontano temi come il ciclo mestruale e il parto.
Nel 1979, il testo Aurora, illustrato da Annie Goetzinger, viene premiato alla Fiera del libro per ragazzi di Bologna. Dopo aver pubblicato 34 titoli, la casa editrice cessa l'attività nel 1982.
Otto dei libri scritti da Adela Turin sono stati ripubblicati tra il 1999 e il 2001 in francese in una nuova traduzione, dalla casa editrice Actes Sud junior, e successivamente in italiano, riscritti, per la collana I velieri di Motta junior dall'inizio del nuovo secolo .
Adela Turin continua a promuovere rappresentazioni non sessiste soprattutto nel materiale educativo e nel 1994 fonda una associazione a livello europeo: Dalla Parte Delle Bambine = Du côté des filles = En favor de las niñas.

## Collane e titoli
- Anno 35: Pianeta Mary: (2019 dell'era cristiana), di Adela Turin e Anna Montecroci, 1980
- Arturo e Clementina, di Adela Turin e Nella Bosnia, 1976
- Babbo Natale S.R.L., di Adela Turin e Margherita Saccaro, c1977.
- Caravioletta: minidramma dei nostri tempi difficili, di Adela Turin e Francesca Cantarelli, 1982
- Ciaobambola, di Adela Turin e Margherita Saccaro, 1978
- Le cinque mogli di Barbabrizzolata , di Adela Turin, Francesca Cantarelli e Nella Bosnia, 1976.
- Maiepoimai, di Adela Turin e Letizia Galli, c1977.
- Melaracconti, di Adela Turin e Sylvie Selig, 1977
- Rosa e brezza, di George Sand e Nicole Claveloux, 1977
- Rosaconfetto,  parole e immagini di Adela Turin e Nella Bosnia, 1975
- Una fortunata catastrofe: parole e immagini di Adela Turin e Nella Bosnia, 1975
- Storia di panini, di Adela Turin e Margherita Saccaro, 1976
- La vera storia dei bonobo con gli occhiali, di Adela Turin e Nella Bosnia, 1976

### Le avventure di Asolina
- Nel paese dei giganti: fiaba, di Adela Turin illustrata da Nella Bosnia, 1980
- I regali della fata: fiaba, di Adela Turin illustrata da Nella Bosnia, 1981

### Libri del pugno nelle nuvole
- Chiara, la bambina che aveva un'ombra-ragazzo, di Bruel Christian e Anne Bozellec con la collaborazione di Annie Galland, 1978
- Chi piange?, di Bruel Christian e Anne Bozellec, adattamento di Adela Turin, 1978
- La mangìa nero, di Bruel Christian e Anne Bozellec, 1979

### Per le ragazze
- Agnès:  una nascita come una festa, fotografie di Rene Barki, con il commento di Agnes, impaginate da Jeannette Rossi, c1979
- Alice e Lucia: sul nostro sangue, testi di Adela Turin immagini Nella Bosnia, 1979
- Arianna: tra le righe di una leggenda, di Adela Turin, 1979
- Aura scrive, disegna, ci parla, di Aura Cesari, 1979
- Aurora: Aurore Dupin diventa George Sand,  le immagini sono di Annie Goetzinger su sceneggiatura e testi di Adela Turin colorate da Francesca Cantarelli, 1978

### Streghe e fate
- Le erbe magiche: fiaba, di Adela Turin illustrata da Nadia Pazzaglia, 1980
- Il giardiniere astrologo, di Adela Turin illustrata da Barbara de Brunhoff, 1982
- Il gomitolo bianco: fiaba, di Adela Turin illustrata da Aura Cesari, 1980
- La giubba pezzata: fiaba, di Adela Turin illustrata da Anna Curti, 1980
- La mano di Pamela: fiaba, di Adela Turin  illustrata da Nella Bosnia, 1982
- Le scatole di cristallo: fiaba,,di Adela Turin illustrata da Nella Bosnia, 1980

### Donnaluna astrologia
La collana uscita nel 1980, per adulte, ha l'introduzione, i testi simbolici e storici sull'astrologia di Adela Turin e Silvana Koen; i testi astrologici di Anna Mosca, Elena Rader, le biografie di varie autrici.
- Ariete: come Isadora Duncan, Aleksandra Kollontaj, Flora Tristan e altre
- Toro: come Anna Magnani, Charlotte Brontë e altre
- Gemelli: come Sibilla Aleramo, Louise Michel e altre
- Cancro: come Emily Brontë, George Sand e altre
- Leone: come Marguerite Durand, Coco Chanel e altre
- Vergine: come Emmeline Pankhurst, Clara Schumann e altre
- Acquario: come Marilyn Monroe, Virginia Woolf e altre
- Pesci: come Sarah Bernhardt, Rosa Luxemburg e altre